# Situl Poduri-Dealul Ghindaru
Situl arheologic Poduri-Dealul Ghindaru, datând din perioada calcolitică, se află în partea de est a României, în special în zona Moldovei de Vest și în județul Bacău. Acesta face parte dintre cele mai vechi așezări ale culturii Cucuteni-Tripilia, o cultură neolitică ce a fost prezentă în Europa de Est între aproximativ 5500 și 2750 î.Hr., pe teritoriile actuale ale României, Ucrainei și Moldovei (Bejenaru, L., Bodi, G., Stanc, S., & Danu, M., 2018).
Este cel mai studiat sit din perioada Calcolitică din estul Munților Carpați românești și reprezintă singurul sit de tip tell din întreaga regiune de cultură tripoliană .

## Locația și Geologie lui Depozitului
Situl se află la o altitudine de 429 de metri deasupra nivelului mării, fiind amplasat pe un platou cu o înălțime de 30 de metri și o suprafață de 1,2 hectare, pe malul drept al râului Tazlăul Sărat . 
Situl Poduri-Dealul Ghindaru este deosebit în cadrul culturii Cucuteni, fiind singurul sit de tip tell din întreaga regiune nord-estică a României. Stratificarea sedimentului arheologic atinge o grosime de peste 4,5 metri.
Zona acestui sit arheologic face parte din regiunea post-alpină: terțiară și cuaternară, aproape de un sol cu geologie mezozoică (unde se află punctul roșu).
Influențați de platforma Moldovei Occidentale, aproape de râul Tazlăul Sărat, o zonă caracterizată prin depuneri sedimentare din Terțiar și Cuaternar. Compoziția solului este următoarea:
- 

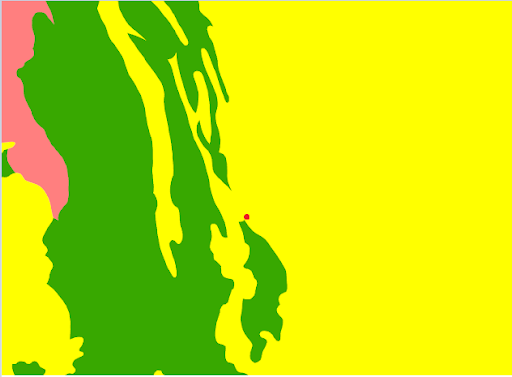
Situația geologică a Poduri-Dealul Ghindaru

Sedimente terțiare: argile marnoase din Cretacicul Superior și sedimente deltaice din Pliocenul Târziu.
- Sedimente cuaternare: loess și till glaciar.
Accesul la soluri fertile, bogate în substanță organică, perfecte pentru cultivarea cerealelor și leguminoaselor, precum și disponibilitatea argilelor, ideale pentru olărit și construcții, explică atracția acestei zone pentru așezarea acestui grup calcolitic. Mai mult, prezența feozemului (Bodi G., Pîrnău R., Danu M., et al., 2013), un tip de sol închis la culoare caracteristic regiunii, format din sedimente neconsolidate, precum loess și till glaciar, face ca zona să fie favorabilă cultivării cerealelor.

## Cronologie și datări
Situl arheologic a fost descoperit de Alexe Bujor în 1978. Cercetările arheologice la Poduri-Dealul Ghindaru au început în anul următor, 1979, și au continuat până în 1996, sub conducerea arheologului Dan Monah. Între 2000 și 2007, a avut loc o săpătură arheologică amplă, coordonată de arheologii Dan Monah și Gheorghe Dumitroaia (Danu, M., Bodi, G., 2010). 
Această cercetare a relevat o stratigrafie de peste 4 metri înălțime, care include elemente din culturile Chalcolitic Precucuteni și Cucuteni, precum și din epoca timpurie a bronzului (Monah D, Dumitroaia G, Monah F, et al., 2003).  Aceste descoperiri sugerează că situl a fost ocupat și reocupat de-a lungul mai multor secole.

### Fază Pre-Cucuteni
Au fost identificate mai multe etape de ocupare în această fază. Cele mai vechi straturi de locuire, care corespund fazelor II și III ale culturii Precucuteni, sunt datate în jurul anului 5820 î.Hr. (4780-4619 cal. î.Hr.). conform datarii cu radiocarbon .

### Cucuteni Fază A
Au fost mai bine investigate nivelurile fazei Cucuteni A, cu cel puțin 8 straturi de locuire datate între 4665 și 4050 cal. BC (Monah D, Dumitroaia G, Monah F, et al., 2003). 

### Cucuteni AB Fază
Cât despre Faza Cucuteni AB cronologie are o mai puțin precisă, cu constatări mai limitate și cu date cuprinse între 4200 și 3700 cal.BC aproximative (Lazarovici, CM, 2010). 

### Cucuteni Fază B
În ceea ce privește faza Cucuteni B, aceasta este împărțită în două subfaze, B1 și B2, iar deși s-a confirmat doar un strat de locuire pentru fiecare dintre acestea, au o cronologie generală între 4000 și 3500 î.Hr. (Lazarovici, C.M., 2010).

### Epoca Bronzului
Nivelele stratigrafice asociate cu Epoca Bronzului conțin descoperiri precum un șanț mare umplut intenționat și un cerc de piatră, legate de ceramica din Epoca Bronzului Mijlociu și Târziu (Dumitroaia G, Munteanu R, Preoteasa C, și alții, 2009).

## Paleoecologie

### Faună
Printre fauna găsită în sit, se pot număra un total de 27 de specii. Singura specie de pasăre, însă, nu a fost identificată; majoritatea exemplarelor identificate sunt de mamifere, cel mai mare dintre toate fiind un exemplar de vacă (Bos Taurus), iar cel mai mic o martenă (Martes martes) (Oleniuc, F., 2010).

#### Animale domestice
Deși majoritatea resturilor găsite nu provin de la animale sălbatice, ci de la animale domestice, în afară de vacă, se remarcă o predominanță considerabilă a oii (Ovis orientalis aries), caprei (Capra hircus) și porcului (Sus domesticus). Proporția acestor specii domesticite în raport cu totalul resturilor a crescut de-a lungul timpului, ajungând de la 85% în calcolitic la 92% în perioada bronzului. Acest lucru sugerează că oamenii care trăiau în această zonă deveneau din ce în ce mai puțin dependenți de animalele sălbatice, iar impactul lor asupra mediului s-a schimbat semnificativ, datorită dezvoltării sedentarismului și a procesului de domesticire (Oleniuc, F., 2010). 

#### Animale sălbatice de talie medie
Resturile aduse în peșteră prin vânătoare ne oferă informații despre fauna din jurul României în acea perioadă. Astfel, sunt întâlnite specii precum cerbul roșu (Cervus elaphus), mistrețul (Sus scrofa) sau calul (Equus ferus caballus), erbivore larg răspândite în Eurasia și care sunt încă întâlnite în prezent în ecosistemele europene. Alături de aceste erbivore mari, în sit au fost găsite și urme ale prădătorilor lor, precum lupul gri (Canis lupus) și ursul brun (Ursus arctos), specii ce caracterizează paleoambientele din Holocenul european. Descoperirile din acest sit sugerează că aceste specii au devenit prădători principali, înlocuind specii mai mari din Pleistocen, care au dispărut ulterior (Bejenaru, L., 2014).

#### Animale mici sălbatice
De asemenea, trebuie menționate și animalele mici care completează acest registru. Au fost identificate două specii de pești: carasu (Cyprinus carpio) și barbul (Barbus barbus), câteva păsări neidentificate și mamifere mici, carnivore, cum ar fi martenă (Martes martes), vulpea (Vulpes vulpes), viezure (Meles meles) și pisica sălbatică (Felis silvestris catus), dar și erbivore mici, cum ar fi veverița roșie (Sciurus vulgaris), iepurele (Lepus europaeus) și castorul (Castor fiber). Aceste specii completează fauna tipică a Holocenului, iar mulți dintre acești indivizi, în special iepurele, care este cel mai întâlnit, au fost găsiți în număr de până la 30 de exemplare în Cucuteni B (Oleniuc, F., 2010).

#### Absența megafaunei
Lipsa resturilor de megafaună, precum rinocerul lânos, mamutul sau leul de peșteră, în situl de la Poduri-Dealul Ghindaru, este specifică pentru acestă perioadă. Aceste specii, care erau frecvent întâlnite în siturile europene, au dispărut complet după creșterea temperaturilor (Bejenaru, L., 2014).

### Floră

#### Plante domestice
Situația botanică este similară, întrucât un procent semnificativ din plantele identificate în Poduri-Dealul Ghindaru sunt de origine domestică. Aceste plante cultivate sunt, în principal, cereale, dar și legume și alte tipuri de plante. Numărul speciilor este mai mare în faza A a Cucuteni, cu un total de 15 specii, în comparație cu faza B a Cucuteni, unde au fost identificate doar 6 specii. Comunitățile cucuteniene din Poduri au cultivat diverse specii de grâu, iar dintre acestea, două sunt deosebit de importante: Triticum dicoccum (ubicuitate: 53,19%) și Triticum aestivum (ubicuitate: 38,30%), care, datorită procentelor lor semnificative, sunt esențiale pentru înțelegerea dietelor acestor populații (Monah & Monah, 2008). 
Din punct de vedere cantitativ, orzul (Hordeum vulgare) este cel mai frecvent cultivat. Dacă îl comparăm cu speciile de grâu menționate anterior, orzul a fost cultivat cu o intensitate similară în prima fază a Cucuteni, dar prezența sa în faza B scade la doar 10%, fiind întâlnit doar în contexte rituale (Monah & Monah, 2008).

#### Plante sălbatice
Plantele de origine sălbatică ne oferă informații importante despre paleoecologia zonei. Numărul de specii întâlnite în sit este mult mai mare în faza A a Cucuteni (17 specii) decât în faza B a Cucuteni (3 specii). În ceea ce privește speciile, ovăzul este prezent. Se crede că ovăzul era inițial o plantă sălbatică care invada culturile de grâu, motiv pentru care este inclus printre speciile sălbatice. La est de Carpați (zona în care se află Poduri), ovăzul ar fi trebuit să fie cultivat în perioada Epocii Fierului, conform datelor disponibile (Cârciumaru, 1996).
Plantele higrofite, precum Polygonum hydropiper și Phragmites australis, ar fi crescut în lunca aluvială a râului, aflată la o distanță relativ mică de sit. Dovezile prezenței Phragmites australis în argila solului unei locuințe din faza Cucuteni A sugerează că aceasta ar fi fost consumată ocazional, având în vedere că planta este complet comestibilă. Cu toate acestea, având în vedere precauțiile necesare și lipsa unor dovezi care să susțină această teorie, nu putem decât să presupunem că planta ar fi fost folosită pentru construcția acoperișurilor (Monah & Monah, 2008).
Analiza polenului indică nu doar prezența unor taxoni de stepă, precum Artemisia, Plantago, Poaceae, Chenopodiaceae⁠(d) și Caryophyllaceae, dar și existența unor specii tipice pădurilor de foioase, cum ar fi Quercus, Fraxinus, Ulmus și Tilia. Valorile polenului erbaceu sugerează că în jurul sitului de la Poduri era un mediu deschis, iar procentele de polen arboreal pot semnala prezența unei păduri de foioase destul de apropiate. Se observă o schimbare ușoară a peisajului între fazele Cucuteni A și B, cu o creștere a masei forestiere și o reducere a spațiilor deschise în faza Cucuteni B. Este, de asemenea, relevantă prezența polenului de cereale în șapte mostre, precum și a polenului de plante ruderală (Danu M. & Bodi G., 2010).

### Paleomediul
Atât resturile faunistice și florale, cât și analizele carpolologice, prezența domesticirii (a plantelor și animalelor) și analizele climatologice efectuate la Poduri-Dealul Ghindaru relevă un paleoambient specific Europei de Est din Holocen. Acesta se caracterizează prin creșterea temperaturilor pe termen lung, apariția unor specii mai apropiate celor actuale decât celor din Pleistocen și începuturile influenței umane asupra mediului prin creșterea animalelor și agricultură. În acest sit, se observă cum impactul uman asupra mediului a crescut treptat, caracteristic perioadei neolotice, marcând începutul unei expansiuni semnificative a influenței umane asupra ecosistemelor (Bejenaru, L., Bodi, G., Stanc, S., & Danu, M., 2018).

## Descoperiri ale situlul Poduri-Dealul Ghindaru

### Resturi de locuințe:
Acest sit arheologic este format din resturi de mai multe locuințe dreptunghiulare construite din lemn și lut, dispuse în cercuri concentrice în jurul unui spațiu central. Acest lucru sugerează că comunitatea avea o planificare avansată (Danu, M., Bodi, G., 2010).

### Arta mobilierului:

#### Figurine și tronuri antropomorfe
În acest sit arheologic a fost descoperit un vas de dimensiuni mari, paie de cereale, 21 de figurine feminine, 13 tronuri și alte două obiecte mici de cult. Dintre statuetele feminine, în care trăsăturile de gen sunt accentuate, atrage atenția o figură care stă așezată, cu capul și bustul înclinate înapoi. Datorită dimensiunii și modelului său, se consideră că reprezintă o persoană importantă din grup. O altă statuietă are ochii alungiți vertical și o gură mică, purtând o coroană. Există trei exemplare de miniaturi care prezintă vopsea corodată, ceea ce sugerează că acestea erau vopsite în momentul fabricării. Tronurile, deosebite ca formă și dimensiuni, au fost confecționate special pentru anumite statuete (Monah, Dumitroaia & Monah, 2003).

#### Ceramica decorata.
Au fost descoperite vase cu motive spirale, designuri geometrice complexe, curbe sinuoase și figuri zoomorfe, vopsite în culorile roșu, alb și negru, caracteristice culturii Cucuteni-Trypoliana (Monah, Dumitroaia & Monah, 2003).

#### Vaze de lut si cutii cu seminte de cereale.
Locuința nr. 31 din această săpătură pare a fi fost folosită pentru depozitarea unor cantități mari de cereale. Acestea erau păstrate în vase mari și în cutii de lut cu o capacitate de un metru cub. În una dintre cutii a fost observată separarea semințelor în funcție de dimensiunile lor, ceea ce sugerează o selecție atentă a acestora. "Macheta" de la Poduri avea un caracter cultic, fiind probabil locul unde se păstrau semințe care, după ceremonii rituale, erau investite cu puteri magice și amestecate cu loturi mai mari de cereale care ulterior erau semănate. Piesa de la Poduri prezintă unele analogii cu exemplare datate în faza Gumelnitsa A1, ceea ce sugerează un sincronism între Precucuteni clasic și Gumelnitsa A1 (Monah, Dumitroaia & Monah, 2003).

### Industria litică și osoasă:
La înălțimea Poduri-Dealul Ghindaru a fost descoperită o diversitate remarcabilă de unelte realizate din piatră și os, esențiale pentru activitățile zilnice, subzistența comunităților calcolitice și producția meșteșugărească. Aceste resturi reflectă o economie mixtă și diversificată, bazată pe agricultură, vânătoare, creșterea animalelor și meșteșuguri precum țesutul, prelucrarea pielii și prelucrarea lemnului. De asemenea, este posibil să fi existat o diviziune clară a muncii în cadrul acestei societăți (Monah, D. & Cucos, Ș., 1985).

#### Unelte litice
S-au găsit plăci și lame din silex, cu margini ascuțite și ajustări laterale, unele dintre ele având chiar microajustări, ceea ce sugerează că au fost reutilizate. Aceste plăci de silex erau folosite pentru eviscerarea animalelor, prelucrarea pielii și tăierea plantelor (Lázár et al., 2018).
De asemenea, au fost descoperite toporuri și secure realizate din piatră lustruită și cu un mâner din lemn. Aceste unelte erau esențiale pentru tăierea arborilor, olărit, construcția de clădiri și confecționarea de mobilă (Dumitroaia, 2012).
În final, au fost descoperite pietre de măcinat și moarale din granit care confirmă procesarea semințelor de orz și grâu pentru fabricarea alimentelor. De asemenea, au fost găsite resturi de vârfuri de săgeți triunghiulare și foliacee, ceea ce sugerează că vânătoarea continua, în special a cerbilor și mistreților. Această vânătoare părea să completeze dieta, care era în principal bazată pe agricultura cerealelor (Monah & Cucos, 1985).

#### Unelte osoase
Au fost descoperite ac de os de ovicaprine, care prezintă anumite striații, ceea ce indică faptul că au fost utilizate pentru lucrul cu pielea (Bem, 2007).
În final, au fost descoperite unele oase gravate cu motive geometrice, care sugerează un utilizare ceremonială. Acestea prezintă o mare asemănare cu alte resturi găsite în Izvoare, Moldova (Lázár, 2016).